# The Indian Mutiny
The Indian Mutiny è un cortometraggio muto del 1912 diretto da Frederick A. Thomson.

## Produzione
Il film fu prodotto dalla Vitagraph Company of America.

## Distribuzione
Distribuito dalla General Film Company, il film - un cortometraggio di 185 metri - uscì nelle sale cinematografiche statunitensi il 20 settembre 1912. Nel Regno Unito, dov'è conosciuto anche con il titolo The Rajah's Hatred, venne distribuito il 16 gennaio 1913.
Nelle proiezioni, veniva programmato con il sistema dello split reel, accorpato in un'unica bobina con un altro cortometraggio prodotto dalla Vitagraph, il documentario The Burning of the Match Factory.